# Bajkovo
Bajkovo (bulgariska: Байково) är ett distrikt i Bulgarien.   Det ligger i kommunen Obsjtina Chitrino och regionen Sjumen, i den nordöstra delen av landet, 300 kilometer öster om huvudstaden Sofia.
Trakten runt Bajkovo består till största delen av jordbruksmark. Runt Bajkovo är det ganska glesbefolkat, med 24 invånare per kvadratkilometer.